# Powiat Kita (Ehime)
Powiat Kita (jap. 喜多郡 Kita-gun) – powiat w Japonii, w prefekturze Ehime. W 2021 roku liczył 15 322 mieszkańców.

## Miejscowości
- Uchiko

## Historia[2]

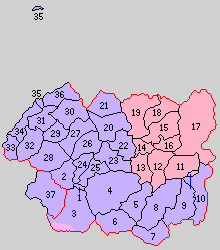
Powiat Kita (1–36; 1889 r.)

- Powiat został założony 16 grudnia 1878 roku. Wraz z utworzeniem nowego systemu administracyjnego 15 grudnia 1889 roku powiat Kita został podzielony na 3 miejscowości oraz 33 wioski[3].
- 1 kwietnia 1899 – wioska Hirano z powiatu Nishiuwa została włączona w teren powiatu Kita. (3 miejscowości, 34 wioski)
- 1 kwietnia 1908 –  w wyniku połączenia wiosek Kita i Taira powstała wioska Ōzu. (3 miejscowości, 33 wioski)
- 1 października 1908 – wioska Mitsuho powiększyła się o część wioski Shimonada (z powiatu Iyo).
- 1 stycznia 1909: (3 miejscowości, 31 wiosek)
  - wioska Yanagisawa powiększyła się o teren wioski Tadokoro.
  - w wyniku połączenia wiosek Yamatosaka i Okuna powstała wioska Kawabe.
- 21 maja 1920 – wioska Ikazaki zdobyła status miejscowości. (4 miejscowości, 30 wiosek)
- 1 listopada 1921 – w wyniku połączenia wiosek Ōnaru i Kurakawa powstała wioska Ōkawa. (4 miejscowości, 29 wiosek)
- 1 stycznia 1922 – w wyniku połączenia wiosek Shiba i Takigawa powstała wioska Shirataki. (4 miejscowości, 28 wiosek)
- 1 kwietnia 1922: (4 miejscowości, 26 wiosek)
  - w wyniku połączenia wiosek Toyoshige i Aioi powstała wioska Yamato.
  - wioska Niiya powiększyła się o teren wioski Kitayama.
- 1 sierpnia 1925 – część wioski Minamikume została włączona w teren miejscowości Ōzu.
- 26 grudnia 1929 – wioska Murasaki została podzielona: część została włączona w teren wsi Tenjin, część do wioski Ōse, a reszta – wioski Gojō. (4 miejscowości, 25 wiosek)
- 1 stycznia 1934 – miejscowość Ōzu powiększyła się o teren wiosek Ōzu i Kume. (4 miejscowości, 23 wioski)
- 1 kwietnia 1943 – wioska Kawabe powiększyła się o część wsi Ukena (z powiatu Kamiukena).
- 29 kwietnia 1943 – w wyniku połączenia wiosek Kawabe, Ōtani, Uwagawa powstała wioska Hijikawa. (4 miejscowości, 21 wiosek)
- 1 kwietnia 1948 – część wsi Hijikawa została włączona do wioski Ōkawa
- 1 stycznia 1951 – z części wsi Hijikawa ponownie powstała wioska Kawabe. (4 miejscowości, 22 wioski)
- 1 września 1954: (3 miejscowości, 11 wiosek)
  - miejscowość Ikazaki powiększyła się o teren wiosek Tenjin i Misogi.
  - w wyniku połączenia miejscowości Ōzu oraz wiosek Hirano, Minamikume, Sugeta, Ōkawa, Yanagisawa, Niiya, Miyoshi, Awazu i Kamisukai powstało miasto Ōzu.
- 1 stycznia 1955: (3 miejscowości, 2 wioski)
  - miejscowość Uchiko powiększyła się o teren wiosek Mitsuho, Tatsukawa, Gojō i Ōse.
  - miejscowość Nagahama powiększyła się o teren wiosek Kitanada, Kushū, Izumi, Yamato i Shirataki.
- 11 lutego 1955 – wioska Hijikawa powiększyła się o część wioski Kaibuki i wioski Yokobayashi (z powiatu Higashiuwa).
- 3 listopada – wioska Hijikawa zdobyła status miejscowości. (4 miejscowości, 1 wioska)
- 1 stycznia 2005 – miejscowość Ikazaki i Oda z powiatu Kamiukena zostały włączone w teren miejscowości Uchiko. (3 miejscowości, 1 wioska)
- 11 stycznia 2005 – miejscowości Hijikawa i Nagahama oraz wioska Kawabe zostały włączone w teren miasta Ōzu. (1 miejscowość)